# Technoseum
Das Technoseum (bis Ende 2009: Landesmuseum für Technik und Arbeit) in der baden-württembergischen Stadt Mannheim gehört zu den großen Technikmuseen in Deutschland. Zahlreiches Anschauungsmaterial, tägliche Vorführungen sowie Mitmachstationen und Augmented Reality bieten Einblicke in über 200 Jahre Technik- und Sozialgeschichte des deutschen Südwestens von der Vergangenheit bis in die Gegenwart. Anhand von Experimentierstationen können von Besuchern naturwissenschaftliche und technische Zusammenhänge interaktiv und spielerisch erlernt und erfahren werden.

## Geschichte des Museums

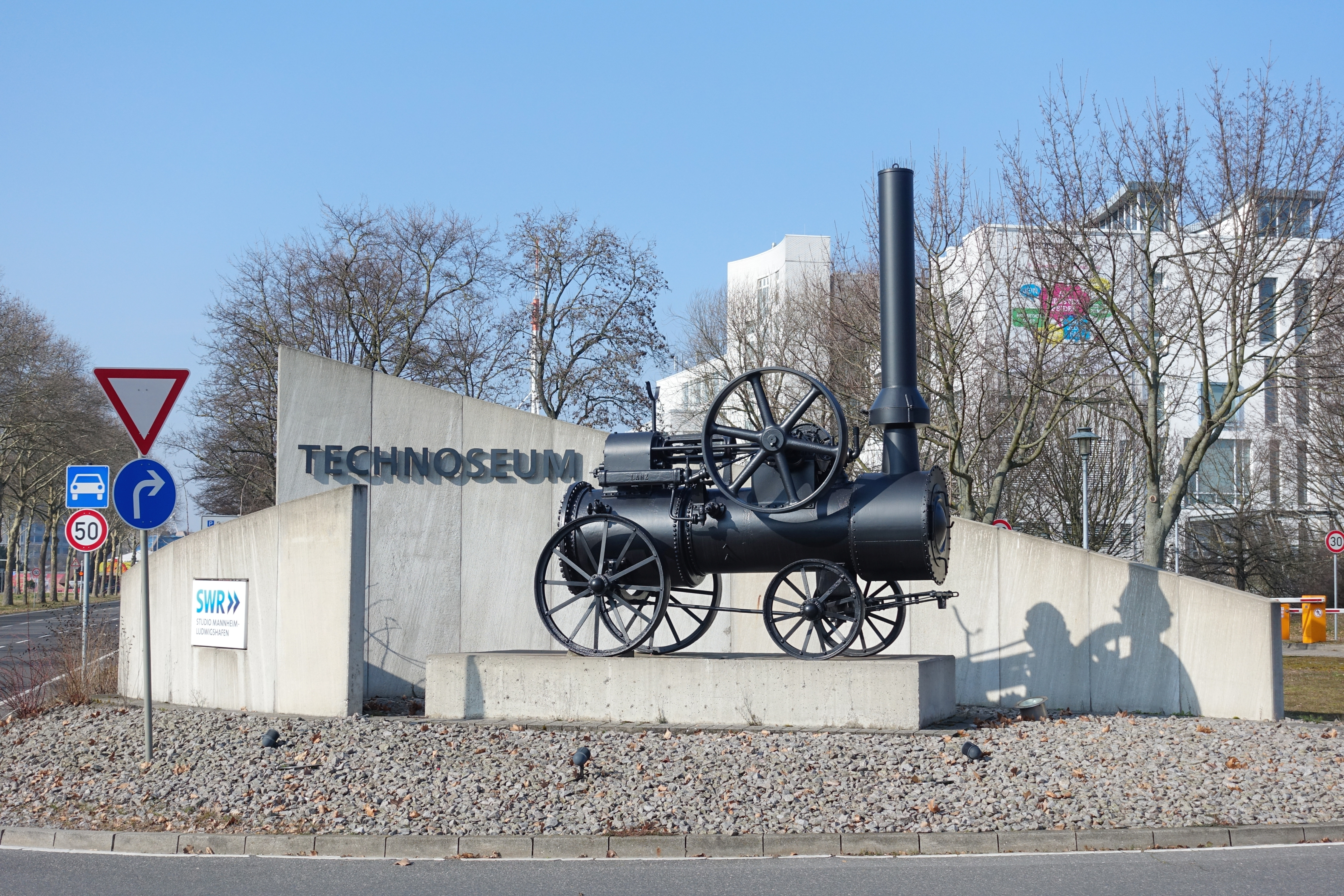
Lanz-Lokomobile am Zufahrtsbereich zum Technoseum

Im Jahr 1977 äußerte der damalige baden-württembergische Ministerpräsident Hans Filbinger den Wunsch der Landesregierung nach einem technischen Museum in Baden-Württemberg. Bereits im Januar 1978 wurde ein Konzept für ein Museum „für Technik und Erfindungen“ im Ministerrat von Baden-Württemberg vorgestellt.
Anfang 1980 beschloss der baden-württembergische Landtag die Gründung des Landesmuseums für Technik und Arbeit in Mannheim. Das Grundstück für den Museumsneubau wurde von der Stadt Mannheim zur Verfügung gestellt, der Beschluss zum Standort erfolgte im Mannheimer Gemeinderat im September 1981 und bedeutete eine Verlegung des Maimarktgeländes, welches sich bis dahin am Ort des zukünftigen Landesmuseums für Technik und Arbeit befunden hatte.
Im Jahr 1980 wurde mit dem Aufbau des Sammlungsbestandes begonnen und parallel dazu über die Schwerpunktsetzung und die Konzeption des zukünftigen Museums diskutiert. 1982 legte der amtierende Leiter Michael Machleidt Skizzen zu Darstellungsinhalten vor.
Das Museum wurde 1985 als Stiftung des öffentlichen Rechts in gemeinsamer Trägerschaft des Landes Baden-Württemberg und der Stadt Mannheim gegründet, womit die organisatorischen und verwaltungstechnischen Grundlagen für eine spätere Museumsarbeit gelegt wurden.
Das moderne Museumsgebäude wurde nach Plänen der Berliner Architektin Ingeborg Kuhler gebaut, die zuvor einen 1982 ausgeschriebenen Architekturwettbewerb gewonnen hatte.
In seiner 9. Wahlperiode befasste sich der Landtag von Baden-Württemberg ausführlich mit der Konzeption für das Museum. Im September 1985 wurde ein unter Federführung von Dr. Lothar Suhling erarbeitetes Ausstellungskonzept durch den baden-württembergischen Landtag abgesegnet.
Die Grundsteinlegung des Museumsgebäudes erfolgte 1985, das Richtfest wurde im November 1987 gefeiert. Am 28. September 1990 konnte das damalige Landesmuseum für Technik und Arbeit nach fast fünfjähriger Bauzeit vom baden-württembergischen Ministerpräsidenten Lothar Späth und dem damaligen Mannheimer Oberbürgermeister Gerhard Widder eröffnet werden.
Aufgrund der Konzeption des Museums, eine Verbindung zu schaffen, die historische Bezüge und Interaktivität erlaubt, wurde das Landesmuseum für Technik und Arbeit 1992 mit dem europäischen Museumspreis als Museum des Jahres ausgezeichnet.
Vom 30. Oktober 1997 bis 1. März 1998 fand die europaweit erste Körperwelten-Ausstellung des Anatom Gunther von Hagens im Landesmuseum für Technik und Arbeit in Mannheim statt, die sich eine dreiviertel Million Besucher ansahen.
2004 wurde mit einer konzeptionellen Überarbeitung der Dauerausstellung des Landesmuseums für Technik und Arbeit begonnen.
Im Mai 2004 eröffnete auf Ebene A die Mitmach-Ausstellung Elementa 1, in der mittels Experimenten Erfindungen um 1800 veranschaulicht werden. Es folgte die Elementa 2 auf Ebene D, welche den Schwerpunkt der Experimente auf die Zeit um 1900 legt.
Im Jahr 2009 wurde auf Ebene D eine neue Sonderausstellungsfläche eingerichtet, die mit rund 900 Quadratmetern etwa doppelt so groß ist wie die bisher genutzte Fläche für Sonderausstellungen.
Nach einer umfassenden Renovierung des Museums, u. a. einer Renovierung der Fassade, sowie einer konzeptionellen Überarbeitung der bisherigen Dauerausstellung erfolgte 2010 die Umbenennung des Landesmuseums für Technik und Arbeit in Technoseum.
Im Mai 2011 eröffnete auf Ebene F die Elementa 3, in der Zukunftstechnologien durch Experimente erfahr- und begreifbar gemacht werden.
2015 stellte der Rechnungshof Baden-Württemberg in seiner Denkschrift 2015 zur Haushaltsrechnung 2013 die Frage nach einem angemessenen Verhältnis von Kosten und Nutzen und betonte: „Das Museum muss durch Einsparungen Mittel für eine kontinuierliche Erneuerung der Dauerausstellung, für Marketingmaßnahmen und die Erschließung neuer Besucher- und Sponsorenpotenziale generieren.“
2017 eröffnete ebenfalls auf Ebene F eine Ausstellung zur Geschichte des Automobilbaus.
2018 wurde ein neuer Teilabschnitt der Dauerausstellung zum Thema Geschichte der Medien eröffnet, gezeigt werden Radios, Kameras und Aufnahmegeräte.
Am 16. Juni 2020 eröffnete auf Ebene F ein weiterer Teilabschnitt der Dauerausstellung zum Thema Energie, in der gezeigt wird wie Energie die Lebensweise und die Arbeitswelt der Menschen nachhaltig veränderte und beeinflusste. Themen der Ausstellung sind die beginnende Elektrifizierung im 19. Jahrhundert, die Energiewende hin zu nachhaltigen Energiesystemen sowie der Umweltschutz und Smart Home.
Das Technoseum soll in den kommenden Jahren bis 2030 umfassend modernisiert werden, die bisherige Dauerausstellung soll dabei „entrümpelt“ und komplett überarbeitet werden. Die Dauerausstellung wird nicht mehr chronologisch, sondern nach Themenbereichen gegliedert. Die Themenbereiche werden von Mobilität über Kommunikation und Medien bis hin zur Medizintechnik aufgeteilt.

### Direktoren
- 1984–2002: Lothar Suhling
- 2002–2003: Jakob Messerli
- 2003–2006: Gerhard Selmayr
- 2006–2022: Hartwig Lüdtke
- 2023–2025: Andreas Gundelwein

## Museumsgebäude

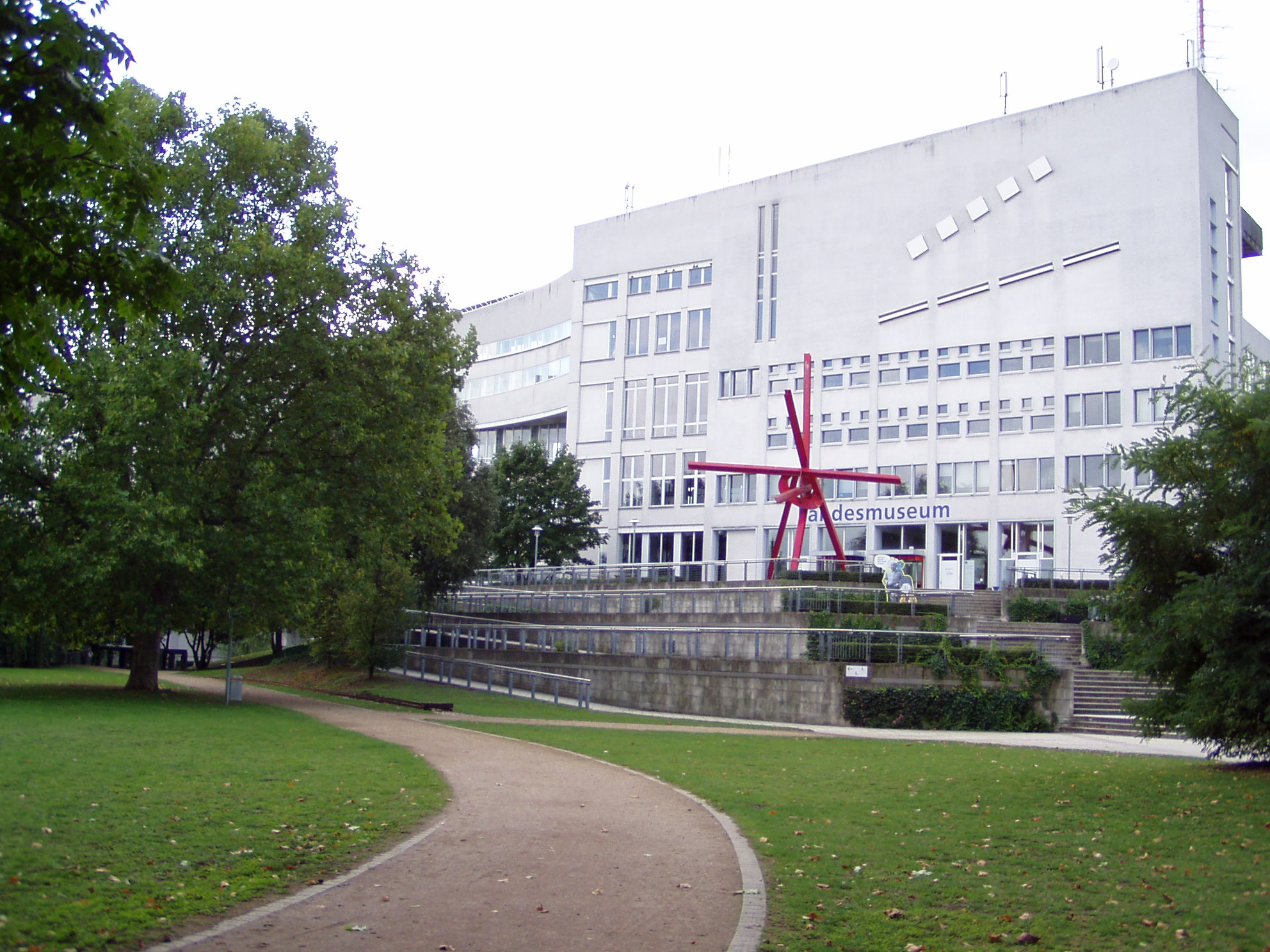
Das Technoseum in Mannheim

Mit seiner außergewöhnlichen Architektur war das heutige Technoseum wegweisend für den modernen Museumsbau. Das Gebäude wurde von der Berliner Architektin Ingeborg Kuhler entworfen und gehört heute zu den städtebaulichen Wahrzeichen von Mannheim. Die Planungsphase für das Museumsgebäude begann 1980, die Grundsteinlegung erfolgte 1985.

Von außen betrachtet erwecken die schiefen Ebenen des komplett in weiß gehaltenen Gebäudes den Eindruck von Bewegung. Die äußere Struktur des Gebäudes spiegelt dabei die innere Struktur wider. Dahinter steht das Konzept eines „arbeitenden“ Museums. Das Gebäude soll somit als eine Einladung an die Besucher wirken, in einer abwärts verlaufenden „Raum-Zeit-Spirale“ durch die Sozial- und Industriegeschichte des deutschen Südwestens zu wandern. Die Ausstellungseinheiten verteilen sich auf insgesamt sechs Hauptebenen, die in einer Abfolge vom obersten zum untersten Stockwerk verteilt und über Rampen miteinander verbunden sind.

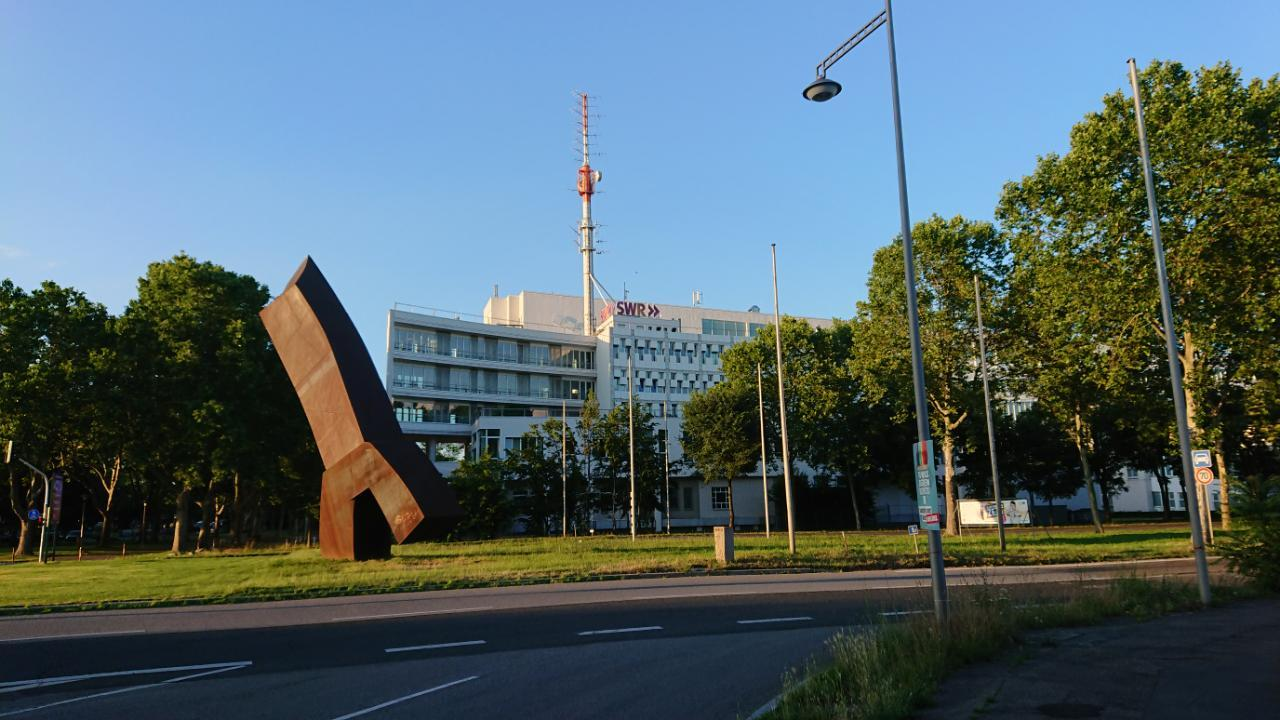
Technoseum Mannheim

Das Museumsgebäude zeigt wie ein veredelter Rohbau in großen Teilen sein Tragwerk. Das gilt allerdings nicht für den Kopfbau im Westen. Der Hauptteil des Gebäudes besteht aus einer Stahlskelett-Verbund-Konstruktion mit ausbetonierten Doppel-T-Stützen und -Trägern, die trotz schwerer Lasten und großer Spannweiten die erforderliche Tragfähigkeit und Steifheit des Gebäudes gewährleisten.
An den Museumsbau des Technoseums ist das Fernseh- und Hörfunkstudio des SWR als seitlicher Anbau angeschlossen. Das Gesamtkonzept wird durch einen Museumspark abgerundet, der nach Plänen des Berliner Gartenarchitekten Jürgen Dirk Zilling angelegt wurde. Nach der Verlegung des Fernseh- und Hörfunkstudios des SWR an einen neuen Standort am Neckarufer 2024 sollen die leerstehenden Räumlichkeiten des SWR-Studios zukünftig vom Technoseum genutzt werden.
Ein ursprünglich geplanter zweiter Bauabschnitt des Museums konnte aufgrund zunehmender Finanzknappheit der öffentlichen Kassen nicht realisiert werden.
Das Museumsgebäude und das vorgelagerte Studiogebäude des SWR sowie der von Jürgen Dirk Zilling entworfene und projektierte Museumspark wurden im Januar 2020 vom Landesamt für Denkmalpflege (LAD) im Regierungspräsidium Stuttgart als schützenswerte Bauzeugnisse der 1980er Jahre anerkannt und in das Verzeichnis der Bau- und Kunstdenkmale aufgenommen.
Zum Museum gehören auch eine Bibliothek (Ebene B), ein Archiv und ein Auditorium (Ebene A) sowie Seminarräume, Werkstätten und mehrere Depots.

### Daten und Zahlen
Das Gebäude umfasst eine Bruttogrundrissfläche von etwa 26 000 m² mit einer Hauptnutzungsfläche von etwa 14 000 m². Die Ausstellungsfläche erstreckt sich über 6 Stockwerke und beträgt insgesamt 8000 m², davon stehen seit 2009 rund 900 m² für Sonderausstellungen zur Verfügung. Im Jahr 2013 besuchten 183.691 Personen das Museum. Der Etat des Museums betrug 2014 11,1 Millionen Euro, davon kamen 3,4 Millionen von der Stadt und 6,8 Millionen vom Land.
Die reinen Baukosten betrugen circa 135 Mio. DM, nicht darin enthalten waren die Kosten für die Einrichtung der Dauerausstellung.

## Museumskonzept
Das Technoseum versteht sich zum einen als ein historisches Museum, in dem mithilfe von Exponaten historische Entwicklungen dargestellt werden, zum anderen als ein arbeitendes Museum, in dem Besucher Experimente selbst durchführen können. Die Besucher bewegen sich über die verschiedenen Stockwerke und Rampen der Dauerausstellung, einer abwärts verlaufenden Raum-Zeit-Spirale gleich, durch die Sozial- und Industriegeschichte des deutschen Südwestens. Dies vermittelt den Eindruck einer Reise durch Zeit und Raum. In die Dauerausstellung sind viele Vorführstationen integriert, anhand derer die Lebens- und Arbeitsbedingungen der Menschen in vergangenen Zeiten nachvollzogen und erlebt werden können. Von Vorführtechnikern und Scouts werden an verschiedene Stationen Maschinen vorgeführt und technische Details und Produktionsabläufe erläutert.

## Dauerausstellung
Exemplarische Stationen des technischen, sozialen und politischen Wandels seit dem 18. Jahrhundert gehören zu den Highlights der Dauerausstellung: Uhren, Papierherstellung, Weberei, Energie, Elektrotechnik, Mobilität, Bionik. Darüber hinaus gibt es zahlreiche Inszenierungen von historischen Wohn- und Arbeitsstätten, außerdem werden zahlreiche Maschinen aus den Bereichen Produktion, Verkehr und Büro vorgeführt, wodurch die Besucher die tiefgreifenden Veränderungen der Lebens- und Arbeitsverhältnisse von der Vergangenheit bis in die Gegenwart erlebnishaft nachvollziehen können. Der Rundgang durch die Dauerausstellung beginnt im obersten Stockwerk auf Ebene A und endet im untersten Stockwerk auf Ebene F. 
Ausgangspunkt des Rundgangs auf Ebene A ist die zweite Hälfte des 18. Jahrhunderts. Mannheim als Residenzstadt der Kurpfalz entwickelte sich unter der Herrschaft des aufgeklärten Kurfürsten Karl Theodor zu einem Zentrum für naturwissenschaftliche Forschungen. Der Kurfürst förderte Wissenschaft, Kunst, Wirtschaft und Technik nachhaltig und gründete die Mannheimer Akademie der Wissenschaften mit den zwei Klassen Geschichte und Naturwissenschaften. Auf Ebene A ist das historische Inventar der Mannheimer Sternwarte zu sehen, welche in der Residenzzeit Karl Theodors entstand. Besucher haben zudem die Möglichkeit unter Anleitung eines Museumsmitarbeiters den Nachbau eines historischen Tretkrans zu bedienen. Eine Münzprägestation befindet sich ebenfalls auf Ebene A, dort können Besucher unter Anleitung  selbst Münzen prägen.
Auf Ebene A befindet sich auch die Elementa 1, die sich anhand von Experimenten zur Mechanik, Optik sowie Rechentechnik mit der Mechanisierung des Weltbildes im 17. und 18. Jahrhundert beschäftigt, welche die theoretische Basis der industriellen Revolution bildete.
Die Mitmachausstellung Elementa ergänzt die gezeigten Themen und Exponate der Technik-, Wirtschafts- und Sozialgeschichte in der Dauerausstellung um einen experimentellen Anteil. Die Elementa vermittelt nicht nur naturwissenschaftliche Grundlagen, sondern veranschaulicht gleichzeitig, zu welchen technischen Erfindungen naturwissenschaftliche Experimente in der Vergangenheit und Gegenwart führten.
Auf den Ebenen B und C wird die von England ausgehende Industrialisierung und ihr Einfluss auf den deutschen Südwesten thematisiert. Auf Ebene C befindet sich eine historische Papiermühle, in der die Besucher selbst Papier schöpfen können sowie eine Weberei.
Auf Ebene D befinden sich die Elementa 2, Zukunftswerkstatt 1900, in der es vor allem um die Errungenschaften der industriellen Revolution im 19. Jahrhundert geht. Die Themengebiete Elektrizität, Aero- und Thermodynamik werden hier in Form selbst durchführbarer Experimente präsentiert. Auf der Ebene befindet sich zudem der Nachbau einer Arbeiterwohnung und ein Arbeitergarten sowie der Bereich Sonderausstellung, in dem in regelmäßigen Abständen Sonderausstellungen zu unterschiedlichen Themen gezeigt werden.
Auf Ebene E gibt es eine Museumsbahn, die Eschenau, eine zu einer Dampfspeicherlok umgebaute württembergische T3 Rangierlokomotive aus dem Jahr 1896. Die Besucher haben die Möglichkeit mit der Museumsbahn eine kurze Fahrt in einem historischen Dritte-Klasse-Waggon von 1887 aus dem Museumsgebäude hinaus in den Museumspark zu unternehmen. Der alte Kessel der Lokomotive ist erhalten und ausgestellt.
Ebenfalls auf Ebene E sorgt eine Arbeiterkneipe in historischem Ambiente für das leibliche Wohl. Ein Aussiedlerhaus sowie ein historisch nachempfundener Großstadt-Boulevard mit Geschäftszeile und einer Pferdestraßenbahn sind dort ebenfalls zu bewundern.
Auf Ebene F können Besucher die Elemeta 3 besuchen und dort selbst Experimente durchführen, Themengebiete sind aktuelle Entwicklungen der Technik sowie Zukunftstechnologien. Ebenfalls auch Ebene F befindet sich eine 1908 von der Maschinenfabrik Esslingen gebaute Kolbendampfmaschine, die für Vorführungen zur Verfügung steht sowie die Dauerausstellungsbereiche zum Thema Automobilbau, Energie und Bionik.
Im Außengelände des Museums gibt es eine Feldbahn mit einer Spurweite von 600 mm, die von Ehrenamtlichen betrieben wird. Für Besucher sind Fahrten durch den Museumspark in der Regel mittwochs und an den Wochenenden und den Feiertagen ab Mai möglich. Im Außenbereich des Museums sind außerdem mehrere Lokomotiven und ein Eisenbahnwaggon zu besichtigen, darunter eine Badische IV h Schnellzuglokomotive (18 316) sowie die dieselelektrische Versuchslokomotive Henschel-BBC DE 2500 „Blauer Bock“ (202 004-8).
Teile der Sammlungen des Museums können über die Online-Sammlungen durchsucht werden, zudem gibt es zahlreiche weitere digitale Angebote, beispielsweise einen virtuellen Rundgang und digitale Touren durch das Museum.

## Sonder- und Wechselausstellungen
- Räder, Autos und Traktoren. Erfindungen aus Mannheim – Wegbereiter der mobilen Gesellschaft (1986)
- Geschichte der Arbeitszeit (1990/91)
- Brücke, Mühle und Fabrik. Technische Kulturdenkmale in Baden-Württemberg (1991)
- Von Sternfindern, Blitzfängern und Luftballen. Kurfürst Carl Theodor und die Naturwissenschaften in der Kurpfalz (1993/94)
- Wir sind alle Schildbürger. 130 zwingende Beweise aus der Emaille- und Blechschildsammlung des Landesmuseums (1994)
- Der Wankelmotor. Faszination einer Erfindung (1995)
- Im Auftrag Hollywoods. Filmplakate aus 40 Jahren von Lutz Peltzer (1995)
- Der richtige Dreh? Industrielle Facharbeit im Wandel (1996)
- Kleine Marken – große Marken. Reklamebilder aus Deutschland 1900–1930 (1996)
- Gesichter des Rennsports. Fotografien von Dr. Benno Müller (1997)
- James Bond & Co. - Ken Adam und seine Meisterwerke der Filmarchitektur (1997)
- Körperwelten (1997/98 erstmals in Europa gezeigt)
- Mythos Barbie. Eine Puppe im Wandel der Jahrzehnte (1998)
- Zeitzug 1848. Für die Freiheit streiten! (1998/99)
- Waren-Werte. Plakate aus 75 Jahren Mannheimer Stadtreklame (1998/99)
- Kinderträume. Blechspielzeug aus alten Zeiten (1998/99)
- Säen, Sieben, Schlemmen. Vom Korn zum Brot, Kinderausstellung (1999)
- Jules Verne: Technik und Fiktion (1999/2000)
- Mythos Jahrhundertwende: Mensch, Natur, Maschine in Zukunftsbildern 1800 – 1900 – 2000 (2000/01)
- Gehirn und Denken: Kosmos im Kopf (2001/02)
- Projekte und Projektionen. Techniken barocker Bauplanung (2002/03)
- Alle Zeit der Welt (2002/03)
- Tanz um die Banane: Handelsware und Kultobjekt (2003/04)
- Stromgitarren: E-Gitarren, Musiker, Geschichte, Kult (2004)
- Lust am Auto (2004/05)
- Mathematik zum Anfassen (2004)
- Einstein begreifen (2005/06)
- Der Blick ins Unsichtbare: Nanoteilchen, Mikrosysteme, Parasiten (2006/07)
- Abenteuer Raumfahrt: Aufbruch ins Weltall (2006/07)
- Mannheim auf Achse. Mobilität im Wandel 1607–2007 (2007/08)
- Macht Musik (2008)
- 100 Badische Jahre (2009)
- Nano! Nutzen und Visionen einer neuen Technologie (18. März 2010 bis 3. Oktober 2010)
- Die Sammlung – 1001 Objekte zum Hören und Sehen (25. Februar 2011 bis 24. Juli 2011)
- Unser täglich Brot … Die Industrialisierung der Ernährung (29. Oktober 2011 bis 10. Juni 2012)[31]
- „Durch Nacht zum Licht?“ Die deutsche Arbeiterbewegung 1863–2013 (2. Februar 2013 bis 25. August 2013)[32]
- Die Sammlung 2. Der elektrische Haushalt (20. Februar 2014 bis zum 27. Juli 2014)[33]
- Herzblut. Geschichte und Zukunft der Medizintechnik (5. November 2014  bis 7. Juni 2015)[34]
- 2 Räder – 200 Jahre. Freiherr von Drais und die Geschichte des Fahrrades (11. November 2016  bis 25. Juni 2017)[35]
- Entscheiden. Eine Ausstellung über das Leben im Supermarkt der Möglichkeiten (8. November 2017 bis 6. Mai 2018)
- Fertig? Los! Die Geschichte von Sport & Technik (8. November 2018 bis 10. Juni 2019)
- Die Sammlung 3: Werben und Verkaufen (7. November 2019 bis 30. Juni 2020)
- Kopfsalat. Optische Phänomene (26. März 2021 bis 1. August 2021)
- Arbeit & Migration. Geschichten von hier (13. November 2021 bis 19. Juni 2022)
- Auf Empfang! Die Geschichte von Radio und Fernsehen (17. November 2022 bis zum 12. November 2023)[36]
- Spiel mit! Bauen – Zocken – Knobeln (vom 22. Juni 2024 bis zum 9. März 2025).[37]

## Museumsschiff
siehe auch: Mainz (Schiff, 1929)

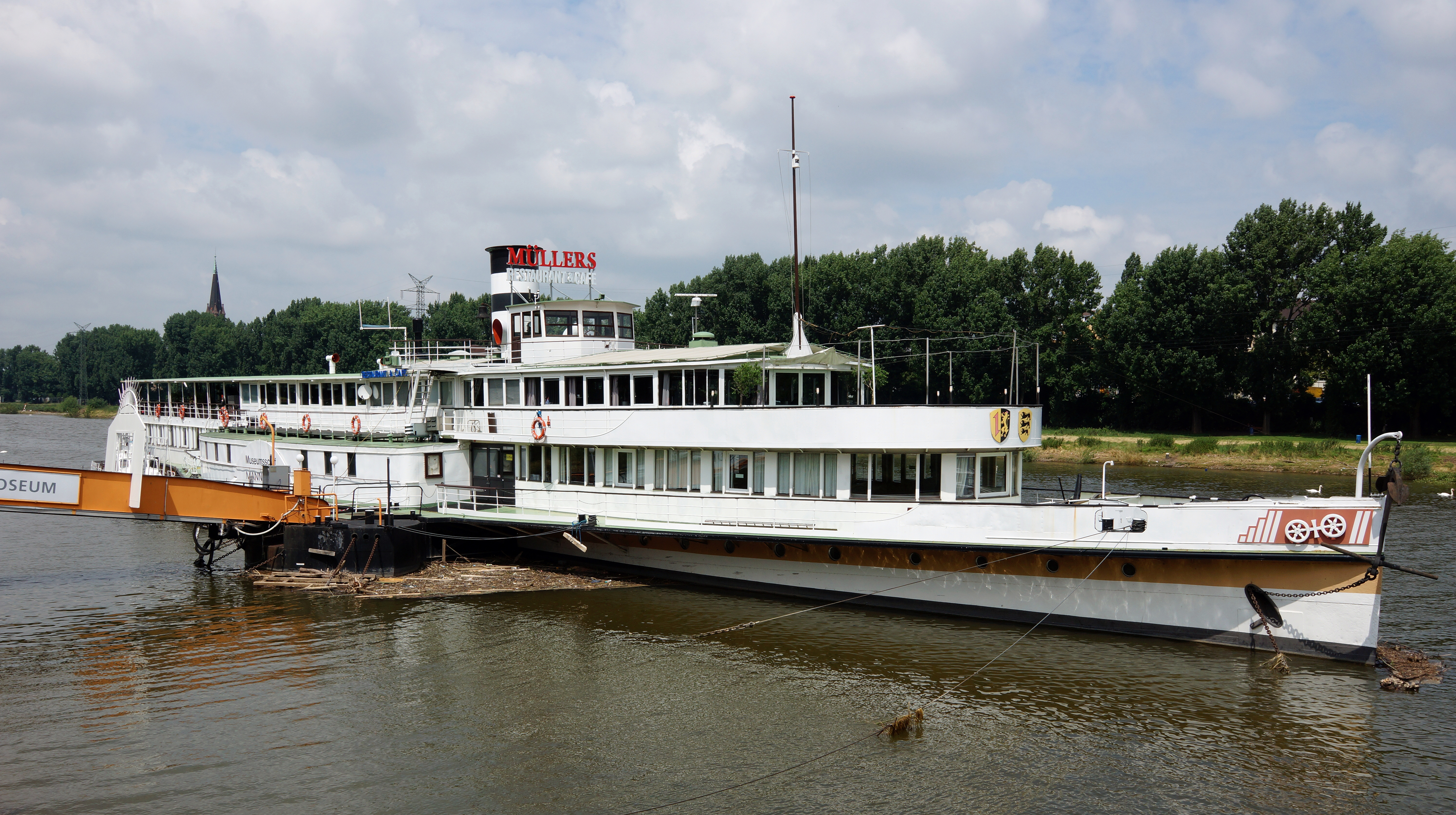
Das Museumsschiff Mannheim am Neckarufer unterhalb der Mannheimer Kurpfalzbrücke

Am 17. Oktober 1986 wurde der ehemalige Schaufelraddampfer als Museumsschiff Mannheim dem damaligen Landesmuseum für Technik und Arbeit in Mannheim übergeben. Das Museumsschiff liegt auf dem Neckar unterhalb der Mannheimer Kurpfalzbrücke. Der historische Schaufelraddampfer ist selbst Ausstellungsstück und beherbergte eine Ausstellung über die Binnenschifffahrt. Seit 2018 sind das Schiff und der Ausstellungsbereich geschlossen. Das Schiff wurde am 31. Dezember 2019 außer Betrieb gesetzt, da sowohl TÜV als auch die Liegegenehmigung der Stadt Mannheim abgelaufen waren. Eine Sanierung und Wiedereröffnung des Museumsschiffes sind in Planung. Im April 2023 übernahm der Verein „Museumsschiff Mannheim“ das Museumsschiff vom Technoseum Mannheim. Im Juli 2023 wurde der ehemalige Schaufelraddampfer in eine Werft nach Köln-Deutz überführt, wo es technisch überholt und mit einem neuen Anstrich und neuen Fenstern versehen wurde. Nach einer zusätzlichen Renovierung des Innenraums ist geplant, im Inneren des Schiffes eine Ausstellung zur Binnenschifffahrt zu eröffnen.

## Museumspädagogische Programme
Das Technoseum ist als außerschulischer Lernort in der Region etabliert. Mehr als die Hälfte der Besucher sind Schüler. Das museumspädagogische Angebot erstreckt sich von interaktiven Führungen über naturwissenschaftlich-technische Angebote im hauseigenen Laboratorium bis hin zu Fortbildungen für Lehrkräfte. In einer Reihe an Club-Angeboten (TECHNOclub, TECHNOlab4girls, Robotik-Club, Medienclub) beschäftigen sich Kinder und Jugendliche mit den Themenfeldern Technik und Naturwissenschaften.

## Freunde und Förderer des Technoseum
Verschiedenen Personengruppen und Institutionen sind mit dem Technoseum seit vielen Jahren freundschaftlich verbunden, wie etwa der bereits 1978 gegründete Museumsverein für Technik und Arbeit oder die Stiftung Technoseum,  die beide die Arbeit des Museums fördern und unterstützen.
Über 100 ehrenamtliche Mitarbeiter engagieren sich bei zahlreichen Projekten und Aufgaben im Museum, von der Arbeit in der Museumswerkstatt bis zum Betrieb der Feldbahn im Museumspark.
Mit über 20 Schulen in der Region hat das Technoseum einen Kooperationsvertrag geschlossen, der es den Schulen u. a. ermöglicht, museumspädagogische Angebote vorab kostenlos zu nutzen.